# Min-Amun
Min-Amun verknüpfte als eigene Gottheit in der ägyptischen Mythologie die Eigenschaften von Min sowie Amun. Er ist seit der zweiten Zwischenzeit belegt.

## Min-Amun
Im Neuen Reich ist er als thronende Mumie oder ithyphallischer Gott mit der Amunfederkrone dargestellt; hinter seinem Rücken ist in seinen erhobenen Händen eine Geißel zu sehen. Ergänzend ist auch die Min-Kapelle oder die Min-Pflanze abgebildet.
Ein Hymnus aus der Zeit des Neuen Reichs beschreibt Min-Amun in seiner früheren Eigenschaft als Min von Koptos:

„Die Götter lieben seinen Geruch, wenn er aus Punt kommt. Reich an Wohlgeruch, wenn er aus Medja herabsteigt. Er ist der Horus des Ostens, der das Silber und Gold der Wüste erschafft sowie das Lapislazuli und allerlei Weihrauch im Lande der Medjai.“

In der Kuschitenzeit ist das „Schöne Fest des Zuges von Min-Amun zu seiner Treppe“ belegt. Aus griechisch-römischer Zeit sind zwei Prozessionszüge für den 1. und 15. Schemu I zu „seinem Geburtshaus“ bekannt.

## Amun-Min
Als seltene Sonderform ist Min-Amun auf einer Stele in Koptos als Amun-Min belegt. Außerdem tritt Amun-Min in diesem Zusammenhang als „Amun-Min in Theben“, „Amun-Min in Koptos“, „Amun-Min an den beiden Stätten“, „Amun-Min im Zelt der Götter“ und „Amun-Min-Horus“ auf.
Die regelmäßige Erscheinungsform ist jedoch entweder „Min-Amun“ oder „Min-Amun in Koptos“. In der Ägyptologie wird die seltene Schreibung als „Amun-Min“ als abgeleiteter Name des Min-Amun verstanden.